# HMS Ardent (1929)
HMS Ardent – brytyjski niszczyciel typu A z lat 30. XX wieku. Brał udział w II wojnie światowej, podczas której został zatopiony 8 czerwca 1940 przez niemieckie pancerniki. Nosił znak taktyczny H41.

## Budowa i modernizacje
HMS „Ardent” należał do pierwszego typu brytyjskich standardowych niszczycieli z lat 30. (grupy typów A–I). Został zamówiony 6 marca 1928 w ramach programu budowy floty z 1927 roku w szkockiej stoczni Scotts w Greenock (wraz z HMS „Anthony”). Stępkę pod jego budowę położono 30 lipca 1928, kadłub wodowano 26 czerwca 1929. Budowę ukończono 14 kwietnia 1930. Okręt został wcielony do służby w marynarce brytyjskiej Royal Navy 23 kwietnia 1930. Cena ofertowa (bez uzbrojenia) wynosiła ok. 220 300 funtów szterlingów.
Uzbrojenie okrętu odpowiadało innym niszczycielom typu A. Główne uzbrojenie artyleryjskie stanowiły cztery armaty kalibru 120 mm, rozmieszczone po dwa na dziobie i rufie, w superpozycji. Do obrony przeciwlotniczej służyły dwa automatyczne działka 40 mm Vickers Mark II (tzw. pom-pom) na platformie między kominami. Na śródokręciu niszczyciel posiadał dwa poczwórne aparaty torpedowe kalibru 533 mm. Uzbrojenie przeciwpodwodne stanowiło tylko sześć bomb głębinowych w trzech zrzutniach na rufie. Z powodu wczesnego zatopienia, okręt nie przechodził większych modernizacji. Możliwe, że wiosną 1940 jedynie zamieniono na nim drugi poczwórny aparat torpedowy na działo przeciwlotnicze 76 mm i wzmocniono uzbrojenie przeciwpodwodne do 2 miotaczy i 1 zrzutni bomb głębinowych z ok. 30–40 bombami (salwa z 5 bomb), lecz źródła są co do tego rozbieżne.

## Służba

### Przed wojną
HMS „Ardent” początkowo służył w 3. Flotylli Niszczycieli (3rd Destroyer Flotilla) na Morzu Śródziemnym. Przechodził w tym okresie kilka krótkich remontów oraz dłuższy remont od grudnia 1930 do listopada 1931 na Malcie. Od września do października 1936 i od listopada 1936 do kwietnia 1937 patrolował u wybrzeży ogarniętej wojną domową Hiszpanii, w ramach
międzynarodowego Komitetu Nieinterwencji. W kwietniu 1937 został skierowany do Wielkiej Brytanii na remont do Sheerness, trwający do kwietnia 1938, podczas którego zainstalowano hydrolokator Asdic. Po remoncie, służył do wybuchu wojny w bazie Devonport, bez przydziału do flotylli (jako emergency destroyer).

### II wojna światowa
W chwili wybuchu II wojny światowej, HMS „Ardent” wchodził w skład 35. Dywizjonu 18. Flotylli Niszczycieli, działającego w składzie Sił kanału La Manche (Channel Force) Dowództwa Portsmouth i stacjonującego w Portland, a od 7 września – działającego w składzie Dowództwa Zachodnich Podejść (Western Approaches Command). Służył głównie w osłonie konwojów na zachód od Wysp Brytyjskich.
12 kwietnia 1940 został skierowany do służby na wodach norweskich w składzie Home Fleet (Floty Metropolii), działając ze Scapa Flow. W dniach 13–15 kwietnia „Ardent” osłaniał konwój NP.1 złożony z 5 statków pasażerskich przewożących wojsko z Wielkiej Brytanii do Norwegii (m.in. polskie „Chrobry” i „Batory”).
4 maja uszkodził kopułę hydrolokatora, po czym między 6 a 18 maja był naprawiany. W dniach 22–25 maja eskortował wraz z bliźniaczym HMS „Acasta” transportowiec „Ulster Prince” z wojskiem w celu wymiany garnizonu brytyjskiego, wysadzonego w kwietniu na Wyspach Owczych.
8 czerwca 1940 eskortował wraz z „Acastą” do Wielkiej Brytanii z Norwegii lotniskowiec HMS „Glorious”. Między innymi na skutek błędów popełnionych przez dowódcę lotniskowca, zespół został po godz. 16 (czasu brytyjskiego) przechwycony przez niemieckie pancerniki „Scharnhorst” i „Gneisenau”, które następnie zatopiły wszystkie trzy okręty. „Ardent” podjął początkowo, o 16.52 próbę ataku torpedowego, lecz torpedy były niecelne lub zostały wymanewrowane przez Niemców. Ostrzeliwany przez pancerniki „Ardent” zatonął jako pierwszy, ok. 17.22, w rejonie pozycji 68°45′N 4°30′E/68,750000 4,500000. Zginęły 152 osoby, w tym 10 oficerów wraz z dowódcą. Niemiecki wodnosamolot uratował 11 czerwca tylko 2 marynarzy, z których jednak jeden zmarł w Trondheim.
Za służbę HMS „Ardent” otrzymał 3 wyróżnienia bitewne battle honours: Atlantyk 1940, Norwegia 1940, walka z „Scharnhorstem” 1940. Dowódca kmdr ppor. John Frederick Barker został pośmiertnie uhonorowany wyróżnieniem w rozkazie (Mentioned in Despatches). W lipcu otrzymał ponadto pośmiertnie, z okazji urodzin króla Distinguished Service Cross.
Dowódcy podczas II wojny św.
- 14 października 1938 – 8 czerwca 1940†: Lt.Cdr (kmdr ppor.) John Frederick Barker[10]

## Dane
Uzbrojenie:
- 4 działa 120 mm Mk.IX L/41 na podstawach Mk.XIV (4xI)
- 2 działka automatyczne plot 40 mm Vickers Mark II (2xI)
- 4 karabiny maszynowe 7,7 mm Lewis
- 8 wyrzutni torped 533 mm w poczwórnych aparatach QR.III (2xIV)
- 3 pojedyncze zrzutnie bomb głębinowych (6 bomb)

Wyposażenie
- 3-metrowy dalmierz MQ.1
- dalocelownik DDS
- stacja hydrolokacyjna Asdic
- trał TSDS